# Śremski
Śremski là một huyện thuộc tỉnh Wielkopolskie của Ba Lan. Huyện có diện tích 574 km². Đến ngày 1 tháng 1 năm 2011, dân số của huyện là 59468 người và mật độ 104 người/km².